# Đua dê

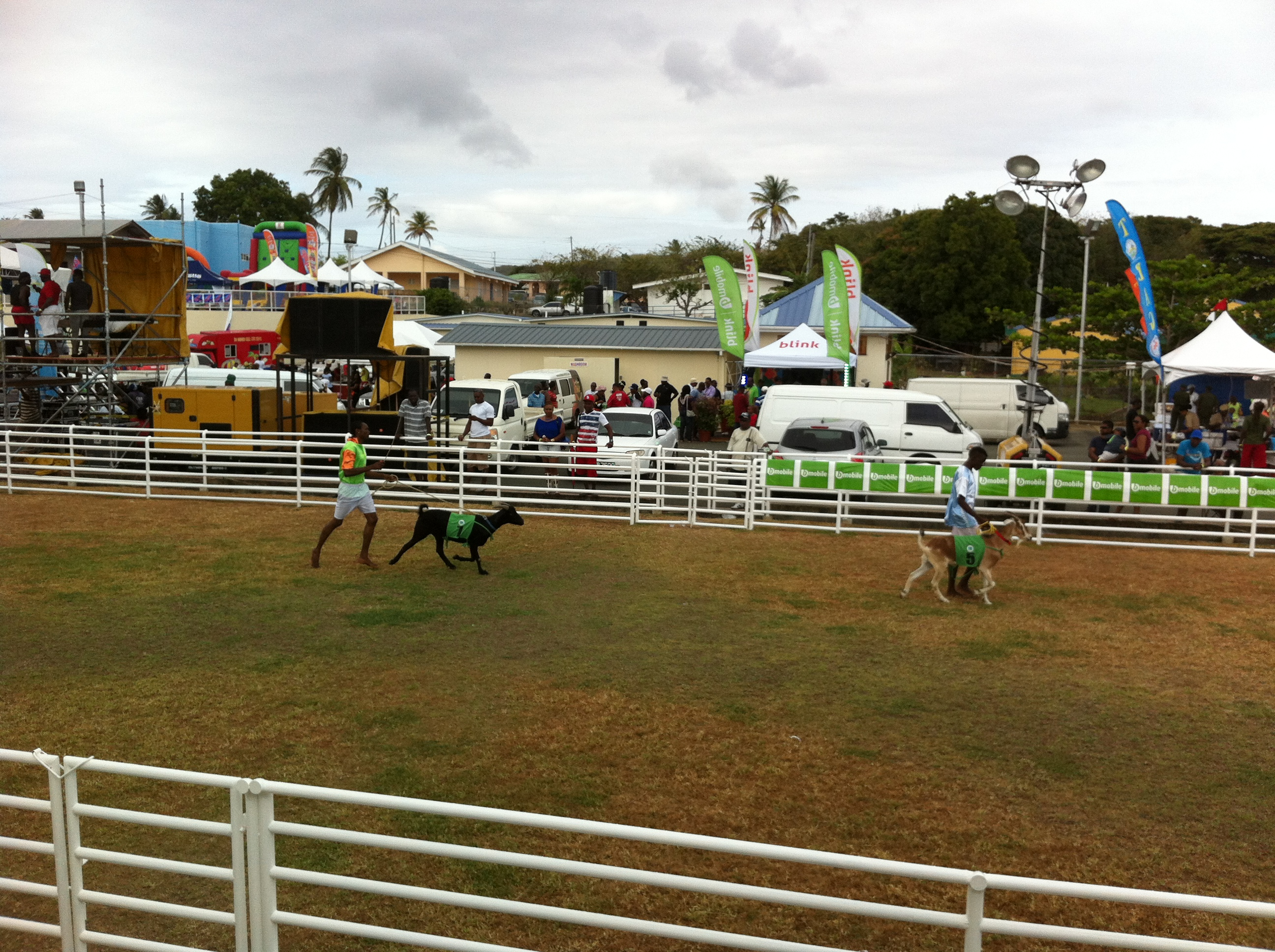
Sửa đổi Đua dê (2014)

Đua dê là môn thể thao động vật có nguồn gốc từ Buccoo thuộc Tobago, một phần của nước cộng hòa hai đảo Trinidad và Tobago. Chúng cũng được ghi nhận ở một số nước châu Phi và có ở Úc (đua dê hoang) và Mỹ. Ở vùng Caribe có Lễ hội đua dê Buccoo lôi cuốn, người dân trên đảo Tobago năm nào cũng tổ chức cuộc đua này như một ngày lễ hội, ở châu Phi thì có sự kiện đua dê ở Dar es Salaam để quyên tiền thừ thiện.

## Lịch sử

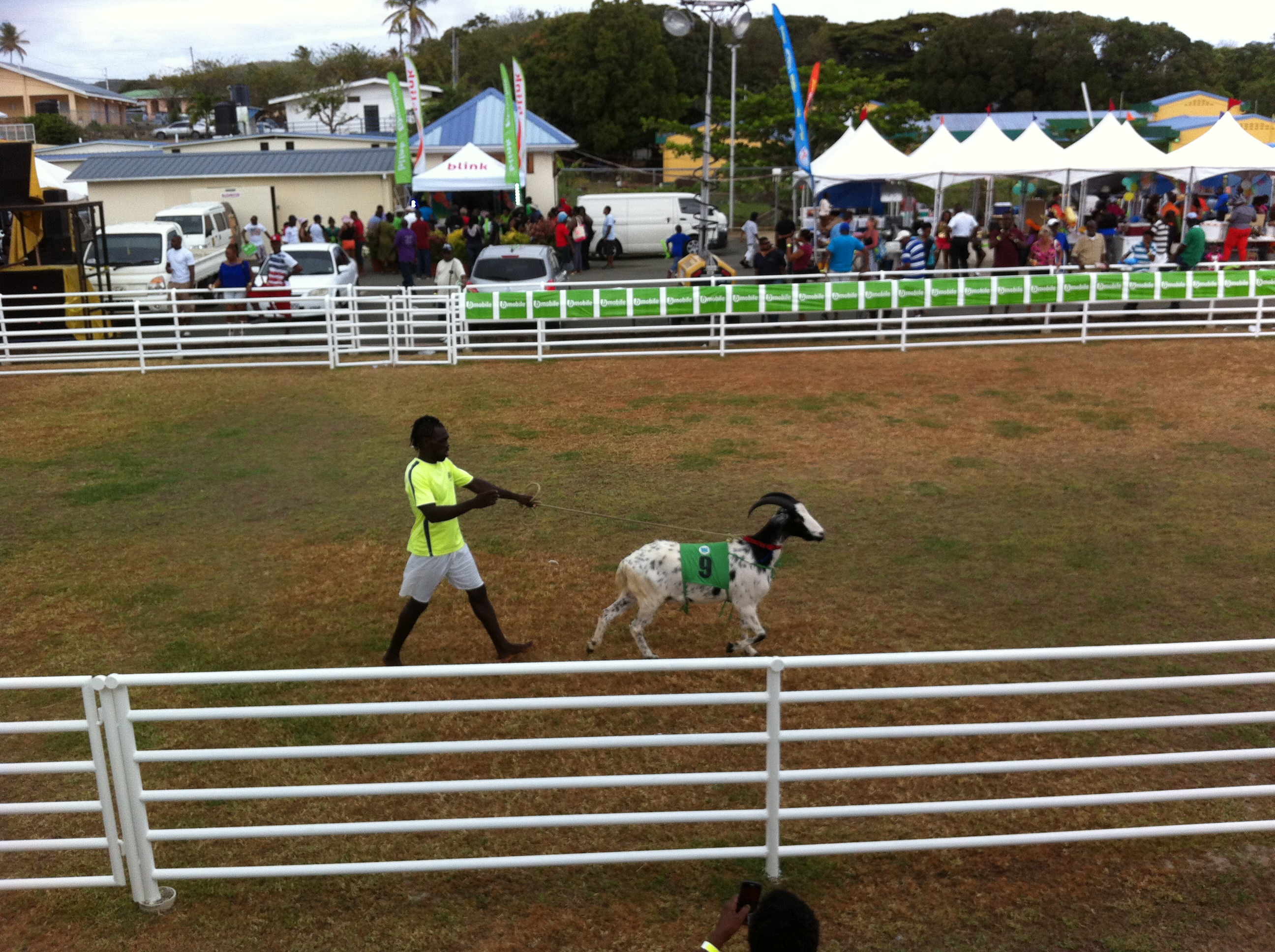
Sửa đổi Đua dê (2014)

Môn thể thao này đã được tiếp tục bởi một số truyền thuyết ở Townsville. Bắt đầu vào năm 1925 bởi Samuel Callendar, đua dê diễn ra vào ngày thứ Ba sau ngày lễ Phục Sinh, được gọi là Thứ Ba Phục Sinh ở Trinidad và Tobago và là ngày lễ không chính thức ở Tobago. Ngày nay, nó được gọi là Lễ hội đua dê Buccoo là một sự kiện nổi tiếng và sinh động thu hút hàng ngàn khán giả, chủ yếu đến từ Trinidad. Lễ hội đua dê Buccoo là lễ hội được hoan nghênh quốc tế nhất của Tobago. Để chào đón lễ Phục sinh, hôm qua người dân trên đảo Tobago thuộc vùng biển Caribbe đã tổ chức cuộc chạy đua dành cho dê. Trò tiêu khiển này được hình thành từ 75 năm trước trong tầng lớp dân nghèo. Họ cho rằng những nhà giàu có môn đua ngựa thì họ có trò đua dê.

## Biến thể
Ý tưởng đua dê ban đầu được mang tới từ Uganda thuộc châu Phi. Năm 1993, một số thành viên của cộng đồng doanh nghiệp Uganda nảy ra sáng kiến quyên tiền từ thiện theo phương thức mới lạ. Họ giới thiệu ý tưởng đua dê dựa trên hình mẫu cuộc đua ngựa UK Royal Ascot nhưng với phiên bản phù hợp hơn cho vùng Đông Phi tức là thay thế ngựa bằng những chú dê. Mặc dù không phải hoạt động truyền thống Tanzania, cuộc đua dê là một trong những sự kiện lớn của năm dành cho khách du lịch. Sự kiện thường được tổ chức từ cuối tháng 5 đến đầu tháng 6 vào mùa đông ở Dar es Salaam.
Cuộc đua dê ở Dar es Salaam ra đời năm 2001. Từ đó đến nay, sự kiện quyên góp được hơn 9 triệu USD cho nhiều tổ chức từ thiện. Riêng năm 2014, cuộc đua dê thu về hơn 487.000 USD. Những chú dê tham gia đua có thể quyên góp được hàng trăm nghìn USD mỗi năm cho các quỹ từ thiện, ngoài việc là một trong những gia súc chính ở Tanzania. Đua dê ở Dar es Salaam lấy tưởng từ Cuộc đưa ngựa UK Royal Ascot. Mỗi năm, hội đua dê có một chủ đề khác nhau, hướng dẫn người tham gia mặc đồ theo chủ đề đó. Du khách theo dõi 7 lần đua trong suốt buổi chiều, mỗi lần cách nhau 30 phút với 10 chú dê trên đường đua.
Cuộc đua kết hợp với cá cược. Trước mỗi lần đua, du khách có thể đặc cược đây là hoạt động quyên góp chính của Tổ chức từ thiện đua dê Dar es Salaam. Có thể cược ít nhất từ 2.500 shillings (1 USD) cho mỗi chú dê trước mỗi lần đua 15 phút. Người thắng cuộc sẽ nhận được ít nhất 6.000 shillings (57 USD) hoặc khoản tiền lớn tùy vào số bạn đặt cược. Số tiền thua cuộc của khách sẽ được chuyển vào quỹ từ thiện. Trong khi mọi người đặt cược, những chú dê được các chàng trai bế diễu hành quanh sân, Các chàng trai bế dê diễu hành quanh sân, trong đó ẫn đầu là người thổi kèn, mặc váy kiểu Scottland.
Thực chất những chú dê không có "máu vận động viên" như ngựa đua. Chúng chỉ chạy vì tất cả con khác cùng chạy và có người thúc đằng sau. Chú dê xuất hiện ở điểm đích đầu tiên sẽ là người thắng cuộc. Cuộc đua hài hước khiến người xem vui vẻ hơn những đường đua căng thẳng. Đặc biệt, những chú dê tham gia đường đua dù thua hay thắng đều không bị giết hay ngược đãi động vật. Việc chăm sóc dê là tiêu chí đặt ra hàng đầu của ban tổ chức, và trong cuộc đua thường luôn có bác sĩ thú y theo dõi chúng suốt sự kiện. Giống dê phổ biến ở Đông Phi là giống dê Đông Phi.